# Luca Maria Graf
Luca Maria Graf (* 19. März 1999 in Schwäbisch Gmünd) ist eine deutsche Fußballspielerin, die aktuell bei RB Leipzig unter Vertrag steht.

## Karriere

### Vereine
Graf startete ihre Karriere im Alter von fünf Jahren beim TSV Schlechtbach 1919 im baden-württembergischen Rudersberg. 2008 zog sie mit ihrer Familie nach Leipzig, wo sie zunächst für den 1. FC Lokomotive Leipzig und anschließend dessen Nachfolgeverein FFV Leipzig spielte. 2014 wechselte sie gemeinsam mit Annalena Breitenbach an das Staatliche Sportgymnasium „Joh. Chr. Fr. GutsMuths“ Jena und trat nun in den Jugendmannschaften des FF USV Jena an.
Zur Saison 2016/17 rückte sie in die Erste Mannschaft auf. Ihr Pflichtspieldebüt gab sie am 9. Oktober 2016 im DFB-Pokal beim 3:1-Sieg n. V. über Blau-Weiß Hohen Neuendorf in der 2. Runde. Rund zwei Monate später, am 11. Dezember 2016 (10. Spieltag), bestritt sie bei der 0:3-Auswärtsniederlage gegen den SC Sand ihr erstes Bundesligaspiel für Jena. Nachdem sie in zwei Spielzeiten in 22 Punktspielen zum Einsatz gekommen war, wechselte sie im Juli 2018 zum 1. FFC Turbine Potsdam. Nach vier Jahren in Potsdam wurde sie zur Saison 2022/23 von RB Leipzig verpflichtet. Mit Leipzig gewann sie in dieser Saison die Meisterschaft in der 2. Bundesliga, verbunden mit dem erstmaligen Aufstieg der Mannschaft in die Bundesliga.

### Nationalmannschaft
Im Januar 2017 wurde Graf erstmals in die U-19-Nationalmannschaft berufen. In den folgenden fünf Monaten bestritt sie vier Länderspiele. Am 16. Oktober 2017 wurde sie das erste Mal für die U-20-Nationalmannschaft nominiert; unter Trainerin Maren Meinert debütierte sie am 18. Oktober 2017 bei der 0:2-Niederlage gegen die U23 von Serbien.

### Erfolge
Meister 2. Bundesliga: 2023 (mit RB Leipzig)

## Persönliches
Ihre Zwillingsschwester Chiara war als Fußballerin von 2016 bis 2022 ebenfalls für RB Leipzig aktiv, zuletzt spielte sie in der Saison 2022/23 für Eintracht Leipzig-Süd. Seit Juli 2022 ist sie Physiotherapeutin bei RB Leipzig und betreut vorrangig die zweite Frauenmannschaft.